# Mansfield (Nottinghamshire)
Mansfield è una cittadina della contea del Nottinghamshire, in Inghilterra.

## Geografia fisica

### Territorio
Mansfield sorge ai piedi dei Pennini a circa 170 metri, la città è circondata da colline.

### Clima
Il clima di Mansfield è influenzato dalla presenza dei Pennini ad ovest, infatti i monti bloccano le precipitazioni ma nel frattempo rendono la città più fredda rispetto alla media del Regno Unito.
Secondo il Met Office Mansfield risulta essere una delle città più nevose dell'isola Britannica.
La temperatura massima mai registrata si attesta a 34,6 °C, registrata nel mese di agosto 1990. In un anno il giorno più caldo dovrebbe raggiungere 28,9 °C.
La temperatura minima mai registrata è −19,1 °C, registrata nel mese di gennaio 1987. 59,0 notti dell'anno subiscono una gelata.
Mansfield ha piovosità media 634 millimetri ogni anno.

## Amministrazione

### Gemellaggi
- Mansfield (Ohio), Stati Uniti
- Mansfield (Massachusetts), Stati Uniti
- Mansfieldtown, Irlanda
- Heiligenhaus, Germania
- Reutov, Russia
- Stryj, Ucraina

## Sport

### Nuoto
Lo sport egemone in città è il nuoto, tanto da rendere Mansfield la città inglese con meno di 100.000 abitanti con la più grande estensione di piscine coperte per persona tanto che all'interno del centro abitato siano presenti ben tre piscine coperte, di cui una è annessa ad una scuola. La principale squadra di nuoto locale è la Nova Centurion.
Ai Giochi della XXIX Olimpiade di Pechino Rebecca Adlington, cittadina di Mansfield, vinse due medaglie d'oro per i 400 e gli 800 metri, battendo con 4'02"24 il record del Commonwealth nei 400 e, soprattutto, stabilendo il record mondiale con 8'14"10 nella finale degli 800. Rientrata a Mansfied, fu accolta da migliaia di persone per le strade della città mentre sfilava a bordo di un bus a cielo aperto e fu successivamente premiata all'interno del Vecchio Municipio. Il suo successo, protratto con nuove medaglie anche nelle successive competizioni fino al suo ritiro nel 2013, diede un grande impulso all'interesse per il nuoto in città e, con esso, una crescita alla tendenza dei giovani locali a scegliere il nuoto e il rinnovamento e l'ampliamento delle strutture natatorie presenti in città.

### Calcio
La principale squadra di calcio della città è il Mansfield Town Football Club, militante in Football League One, la terza serie del campionato inglese di calcio. La società, fondata nel 1897, vanta all'interno del suo palmarès una English Football League Trophy ottenuta nel 1987 e la vittoria della Third Division 1976-1977, a seguito della quale la squadra giocò il suo primo e finora unico campionato di Second Division nella sua storia.

### Altri sport
La principale squadra di pallacanestro della città sono i Mansfield Giants, militanti nella National Basketball League, mentre la principale squadra di rugby locale è il Mansfield Rugby Club, militante nella sesta serie del Campionato inglese di rugby a 15. Il punto di riferimento per il tennis in città è il Mansfield Lawn Tennis Club, fondato nel 1883, mentre quello per il bowling è il Mansfield Bowling Club, fondato nel corso del XVIII secolo.